# 롤케이크
스위스 롤(Swiss roll), 젤리 롤(Jelly roll, 미국), 롤 케이크(roll cake), 크림 롤(cream roll), 룰라드(roulade), 스위스 로그(Swiss log) 또는 스위스 케이크(Swiss cake)는 휘저은 크림, 잼, 버터크림, 또는 다른 종류의 속을 채워 넣은 스펀지 케이크의 일종이다. 용어의 기원은 불분명하다. "스위스 롤"이라는 이름에도 불구하고, 이 케이크는 중앙유럽의 다른 지역, 아마도 오스트리아 또는 슬로베니아에서 유래한 것으로 여겨진다. 이 케이크는 배턴버그 케이크, 도넛, 빅토리아 스펀지처럼 19세기에 발명된 것으로 보인다. 미국에서는 호 호스, 요델스, 스위스 케이크 롤 등의 브랜드 이름으로 상업용 스낵 크기 버전의 케이크가 판매된다. 뷔슈 드 노엘이라는 롤 케이크는 전통적으로 크리스마스에 제공된다.
스위스 롤의 나선형 모양은 다른 분야에서도 설명 용어로 사용되는 영감을 주었다. 예를 들어 젤리 롤 접힘은 단백질 접힘의 한 종류이며, 광학 분야에서는 "스위스 롤" 메타물질, 그리고 과학, 퀼팅 등 다양한 분야에서 젤리 롤이라는 용어가 사용된다.

## 역사

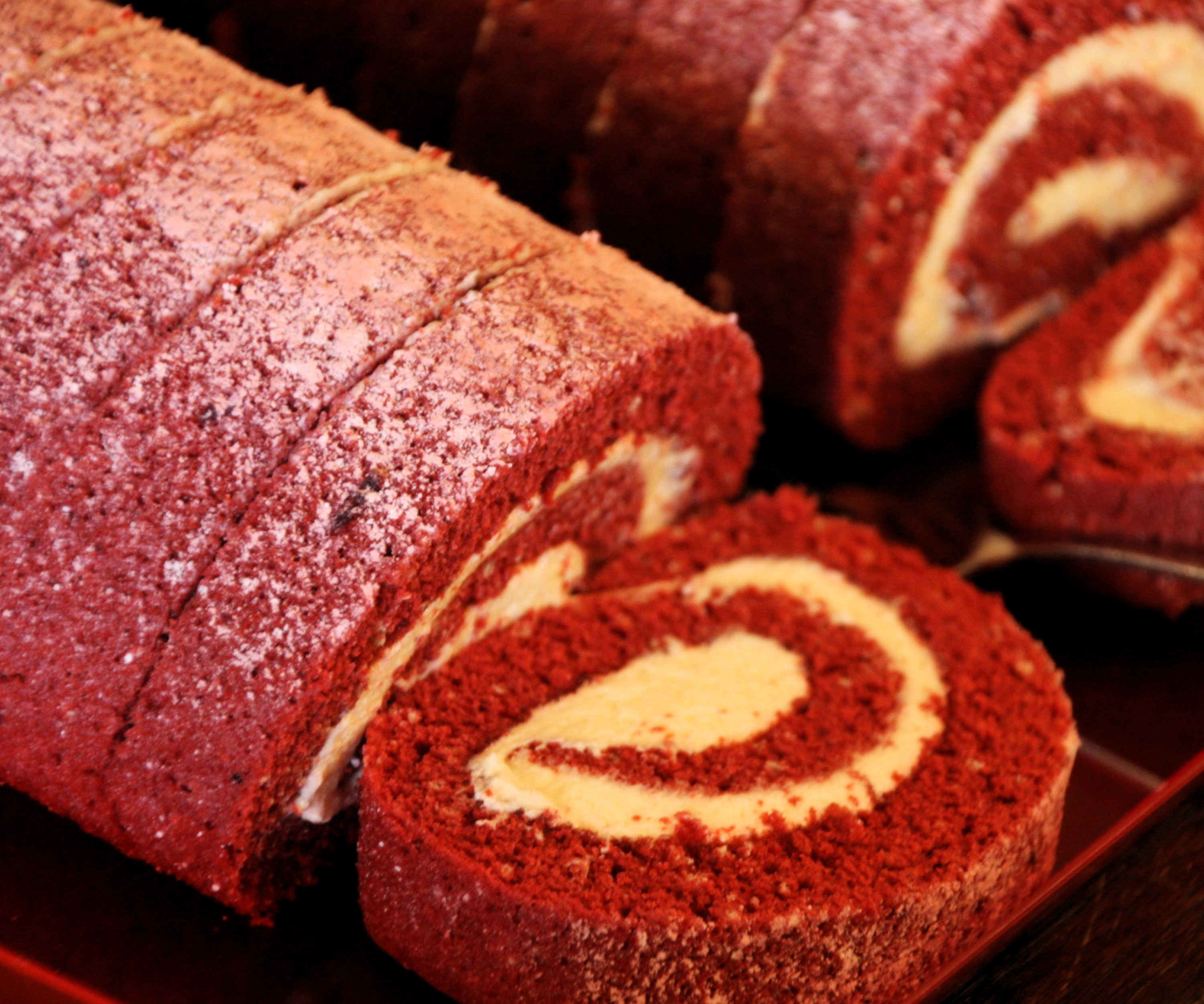
레드 벨벳 케이크와 버터크림 필링으로 만든 수제 레드 벨벳 스위스 롤

잼을 바른 롤 케이크에 대한 가장 오래된 출판물은 1852년 12월 유티카 (뉴욕주)에서 발행된 저널 노던 파머(Northern Farmer)에 실렸다. "젤리 케이크 만드는 법"이라는 제목의 레시피는 현대적인 "젤리 롤"을 묘사하며 다음과 같이 기록되어 있다: "빨리 구워서 뜨거울 때 잼을 바르십시오. 조심스럽게 말아 천으로 감싸십시오. 차가워지면 얇게 잘라 식탁에 올리십시오."
이 용어는 미국에서 수년 동안 발전했다. 1852년부터 1877년까지 이러한 디저트는 젤리 케이크(1852년), 롤 젤리 케이크(1860년), 스위스 롤(1872년), 젤리 롤(1873년), 그리고 롤드 젤리 케이크(1876년)로 불렸다. 결국 "젤리 롤"이라는 이름이 채택되었다.
롤 샌드위치 또는 스위스 푸딩은 1854년 더 컴플리트 비스킷 앤 진저브레드 베이커스 어시스턴트(The complete biscuit and gingerbread baker's assistant)의 두 번째 판에 등장한다.
"스위스 롤"이라는 용어의 기원은 알려져 있지 않다. 이 이름으로 구워진 항목에 대한 가장 이른 영국 문헌은 1856년 5월 10일 토요일 버밍엄 저널 8페이지에 실린 토머스 리처즈(Thomas Richards)의 광고로, 그는 "지난 14년간 유명한 포크 파이, 스위스 롤, 프렌치 파이, 독일 및 제노아 케이크, 그랜덤 및 기타 진저브레드 제조사로서 그에게 부여된 후원에 대해 그는 경쟁을 불허한다..."라고 언급했다.
1871년 6월 18일자 식단표에 롤 케이크가 등장했으며, 이는 1872년 책 "유니온 컴퍼니의 우편선 '시리아'를 타고 사우샘프턴에서 케이프타운까지의 항해"(A Voyage from Southampton to Cape Town, in the Union Company’s Mail Steamer "Syria", 런던)에 실렸다. "스위스 롤" 레시피 또한 같은 해 미국 디트로이트에서 출판된 "아메리칸 홈 쿡 북"(The American Home Cook Book, 1872년)에 실렸다.
1880년대부터 1890년대에 걸쳐 런던에서 출판된 여러 요리책은 "스위스 롤"이라는 이름을 독점적으로 사용했다.
1894년 시카고에서 출판된 "아메리칸 페이스트리 쿡"(The American Pastry Cook)은 기본적인 "젤리 롤 혼합물"을 소개한 다음, 스위스 롤, 베니스 롤, 파리 롤, 초콜릿 롤, 젤리 롤 커틀릿, 장식된 젤리 롤 등 그것으로 만든 변형들을 나열했다.

## 국가별 종류

### 프랑스
뷔슈 드 노엘은 프랑스 기원의 전통적인 크리스마스 케이크이다. 이는 보통 초콜릿 케이크에 초콜릿 휘저은 크림을 채워 넣고 설탕 가루로 눈 덮인 나무 통나무처럼 장식한 롤 케이크이다. 이 케이크에는 많은 변형이 있으며, 케이크가 아닌 소르베나 아이스크림으로 만들어진 것도 있고, 정교하게 만들어져 다양한 맛의 조합을 제공하기도 한다.

### 독일
독일에서는 비스퀴트롤(Biskuitrolle)이라고 불리며, 이는 "스펀지 케이크 롤"을 의미한다. 또한 속 재료에 따라 이름이 붙기도 한다(예: Zitronenrolle – 레몬 롤, Erdbeerrolle – 딸기 롤).

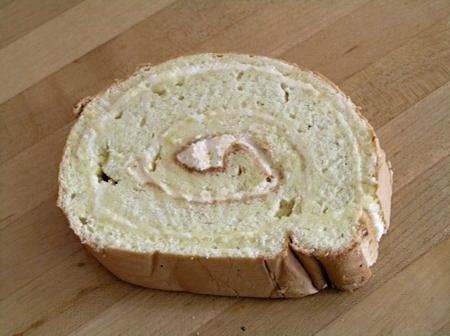
홍콩 스위스 롤은 서양의 것과 비슷하지만 맛은 훨씬 가볍다.

### 홍콩
이러한 종류의 케이크는 19세기 말 또는 20세기 초 홍콩이 영국령이었을 때 도입되었을 것으로 보이며, 맥심과 같은 서양식 아시아 제과점이 생기기 훨씬 전부터 홍콩에서 판매되었다. 인기 있는 변형으로는 다음이 있다.
- 스위스 롤(중국어 정체자: 瑞士卷 또는 瑞士卷蛋糕) 휘저은 크림 속을 채운 것,
- 초콜릿 스위스 롤(중국어 정체자: 朱古力瑞士卷),
- 딸기, 커피 또는 오렌지 속을 채운 다른 종류.[7]

### 해외 차이나타운
대부분의 미국 차이나타운 베이커리에서는 기본적인 홍콩 스위스 롤 버전을 판매한다. 이는 기본적으로 홍콩에서 판매되는 것과 모양과 맛이 동일하다. 미국 내 중국 베이커리에서 인기 있는 스위스 롤 중 하나는 타이거 롤(중국어 정체자: 虎皮蛋糕卷)로, 가장 바깥층(계란 노른자)에서 파생된 황금색 줄무늬 외관을 특징으로 한다. 내부는 전통적인 흰색 크림으로 채워져 있으며, 호랑이빵과 유사한 외관을 지닌다.

### 인도
인도에서는 스위스 롤을 "잼 롤"이라고 부른다. 이들은 지역 빵집에서 크림 롤 및 기타 지역 특산품과 함께 판매된다.

### 인도네시아
인도네시아에서는 스위스 롤 케이크를 볼루 굴룽(bolu gulung)이라고 부른다. 대부분의 빵집에서 스위스 롤을 매일 판매하며, 버터크림, 치즈 또는 과일 잼으로 속을 채운다. 스위스 롤은 조각으로도 판매되는 경우가 많지만, 일부 상점에서는 조각과 롤 두 가지 형태로 판매한다.

### 이탈리아

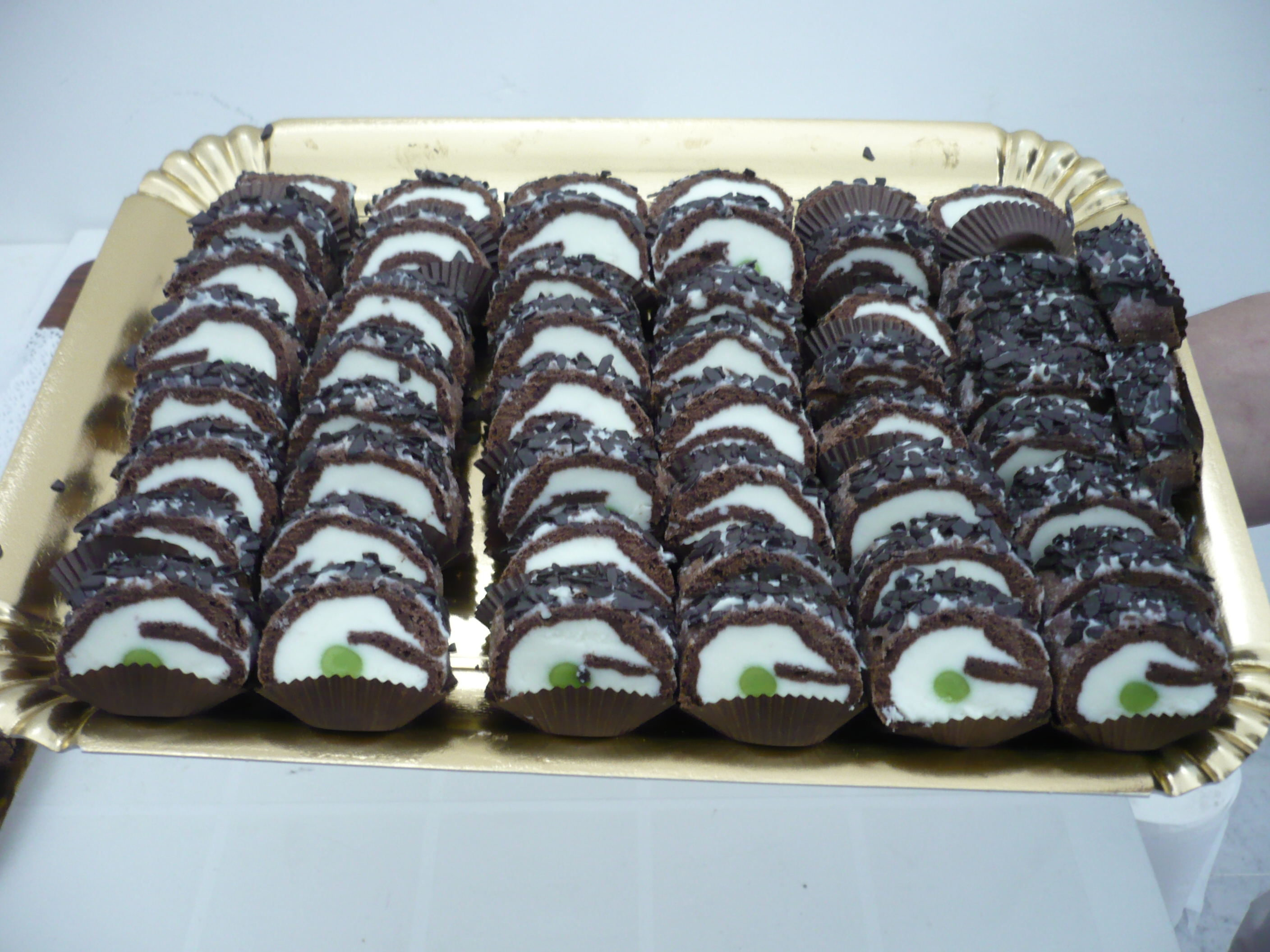
이탈리아 롤로 닛세노

이탈리아 칼타니세타 주변 시칠리아에서는 초콜릿 스펀지, 리코타, 마지팬으로 만든 케이크를 롤로(프랑스어 룰레에서 유래)라고 부른다.

### 일본
일본에서는 스위스 롤을 "롤 케이크"라고 부른다. 휘저은 크림으로 속을 채우며, 때로는 딸기와 같은 과일을 넣기도 한다.

### 라틴 아메리카
콜롬비아에서는 스위스 롤을 피오노노 또는 브라소 데 레이나("여왕의 팔")라고 부르며, 구아바 잼 또는 아레키페로 속을 채운다. 아르헨티나, 우루과이, 페루에서도 피오노노라고 불리며, 둘세 데 레체 또는 만하르 블랑코(카라멜화되어 더 진한 농도의 연유)로 속을 채운다. 칠레에서는 브라소 데 레이나라고 불리며, 둘세 데 레체로만 채우고 가루 설탕을 뿌린다. 코스타리카에서는 아로야도(arrollado)라고 불린다.
푸에르토리코와 베네수엘라에서는 브라소 데 히타노(brazo de gitano)로 알려져 있지만, 크림, 트뤼프 앙 쇼콜라, 둘세 데 구아바, 둘세 데 레체 만하르 블랑코 등 다양한 속 재료가 있으며, 종종 과일과 함께 사용된다. 브라질에서는 로캄볼레(rocambole)라고 불린다. 멕시코에서는 니뇨 엔부엘토("싸인 아이")라고 불린다. 에콰도르, 과테말라, 우루과이에서는 브라소 히타노("집시의 팔")로 알려져 있다.
- 아르헨티나 피오노노
- 자른 아르헨티나 피오노노

### 동남아시아
동남아시아에서 생산되는 종류로는 카야, 판단 (식물), 블루베리, 딸기, 고구마, 토란, 바닐라, 오렌지, 초콜릿, 라즈베리 등이 있으며, 두리안, 쳄페닥, 망고와 같은 현지 과일도 포함된다.

### 필리핀
필리핀에서는 가장 비슷한 전통 페이스트리로 스페인 식민 시대부터 동네 빵집에서 꾸준히 제공되어 온 피오노노가 있다. 이는 전통적인 필리핀 스펀지 케이크(마몬)의 롤 버전으로, 원래는 설탕과 버터(또는 마가린)로 매우 간단하게 속을 채웠다. 그러나 현대 버전은 일반적으로 프로스팅이 되어 있으며 다양한 속을 포함할 수 있다. 매우 인기 있는 변형은 일반적으로 "우베 롤"로 알려진 우베 케이크의 피아노노 버전이다. 이는 우베 할라야(보라색 참마)와 마카푸노로 맛을 내어 특징적인 선명한 보라색을 띤다. 망고 피아노노 또는 "망고 롤"은 망고 케이크의 변형으로, 잘 익은 카라바오 망고와 크림으로 만들어져 인기가 많다. 또 다른 주목할 만한 전통 피아노노는 부드러운 머랭 몸체와 커스터드 속으로 구성된 브라소 데 메르세데스(Brazo de Mercedes, "자비의 성모의 팔")이다. 미국식 영향으로 인해 피아노노는 현대에 "케이크 롤"로 더 흔히 불린다.
- 필리핀 우베 마카푸노 피오노노
- 필리핀 망고 롤
- 필리핀 브라소 데 메르세데스, 머랭 롤

### 포르투갈
포르투갈에서는 토르타(tortas)라고 불리는 디저트가 식당 메뉴에서 흔히 볼 수 있다. 이러한 디저트는 타르트도 아니고, 독일의 토르테와도 비슷하지 않다. 단순히 잼으로 속을 채운 스위스 롤이다.

### 북유럽 국가
덴마크에서는 스위스 롤을 룰라드(roulade)라고 부르며, 노르웨이에서는 룰라데(rullade)라고 부른다. 노르웨이의 다른 이름은 룰레카케(rullekake) 또는 일부 지역에서는 스위스룰(swissrull)이다.
스웨덴과 핀란드에서는 스위스 롤을 각각 룰트르타(rulltårta)와 카레토르투(kääretorttu)라고 부른다(둘 다 "롤 케이크"를 의미). 흔히 커피와 함께 제공된다. 속은 종종 버터크림과 딸기 잼으로 구성된다. 드롬룰트르타("꿈의 롤 케이크")라고 불리는 초콜릿 버전의 밑부분은 일반적인 밀가루 대신 대부분 감자 녹말로 만들어지며 버터크림이 채워져 있다. 휘저은 크림과 으깬 바나나가 중간에 말려 있거나, 자작나무속 통나무와 유사하게 얇은 마지팬 코팅이 되어 있는 등 더 정교한 스위스 롤 버전을 빵집에서 찾을 수 있다.

### 스페인

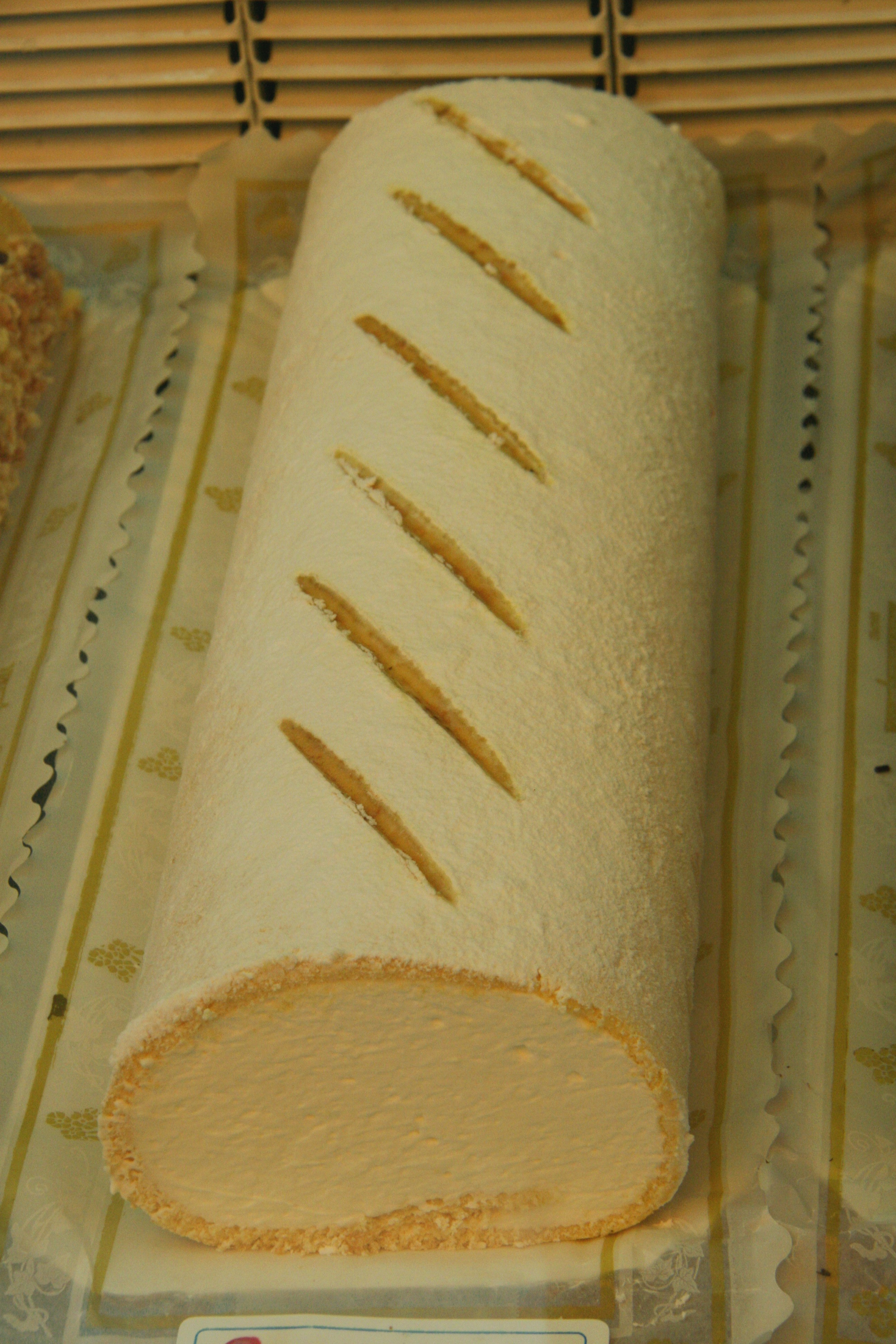
브라소 데 히타노

스페인에서는 이 디저트를 브라소 데 히타노(brazo de gitano, 직역하면 "집시의 팔")라고 부르며, 일반적으로 크림, 잼(복숭아 또는 살구 등), 코코아 가루, 견과류로 속을 채운다.

### 스위스
이름과는 달리 스위스 롤은 스위스에서 유래하지 않은 것으로 보인다. 스위스 롤은 스위스 표준 독일어로 비스퀴트롤라데(Biskuitroulade) 또는 룰라데(Roulade), 프랑스어로 가토 룰레(gâteau roulé) 또는 룰라데(roulade), 이탈리아어로 로톨로(rotolo) 또는 비스코토 아로톨라토(biscotto arrotolato), 로만슈어로 룰라다(rullada)라고 불린다.

### 영국
영국에서는 스위스 롤이 티타임이나 디저트로 인기가 많다. 영국 슈퍼마켓에서는 초콜릿, 레몬, 잼(가장 인기 많음) 등 다양한 스위스 롤이 판매된다. 잼 스위스 롤은 잼과 때로는 크림으로 채워지고 설탕 또는 초콜릿을 뿌린 외피로 코팅된다. 잼 롤리폴리는 비슷한 디저트이지만, 케이크가 아닌 수트 푸딩으로 만들어지며, 잼으로 채워지고 뜨거운 커스터드와 함께 제공된다.
"애벌레 케이크"는 모충처럼 보이도록 장식된 스위스 롤이며, 인기 있는 상업적 예로는 막스 앤 스펜서의 콜린 더 캐터필러가 있다.

### 미국

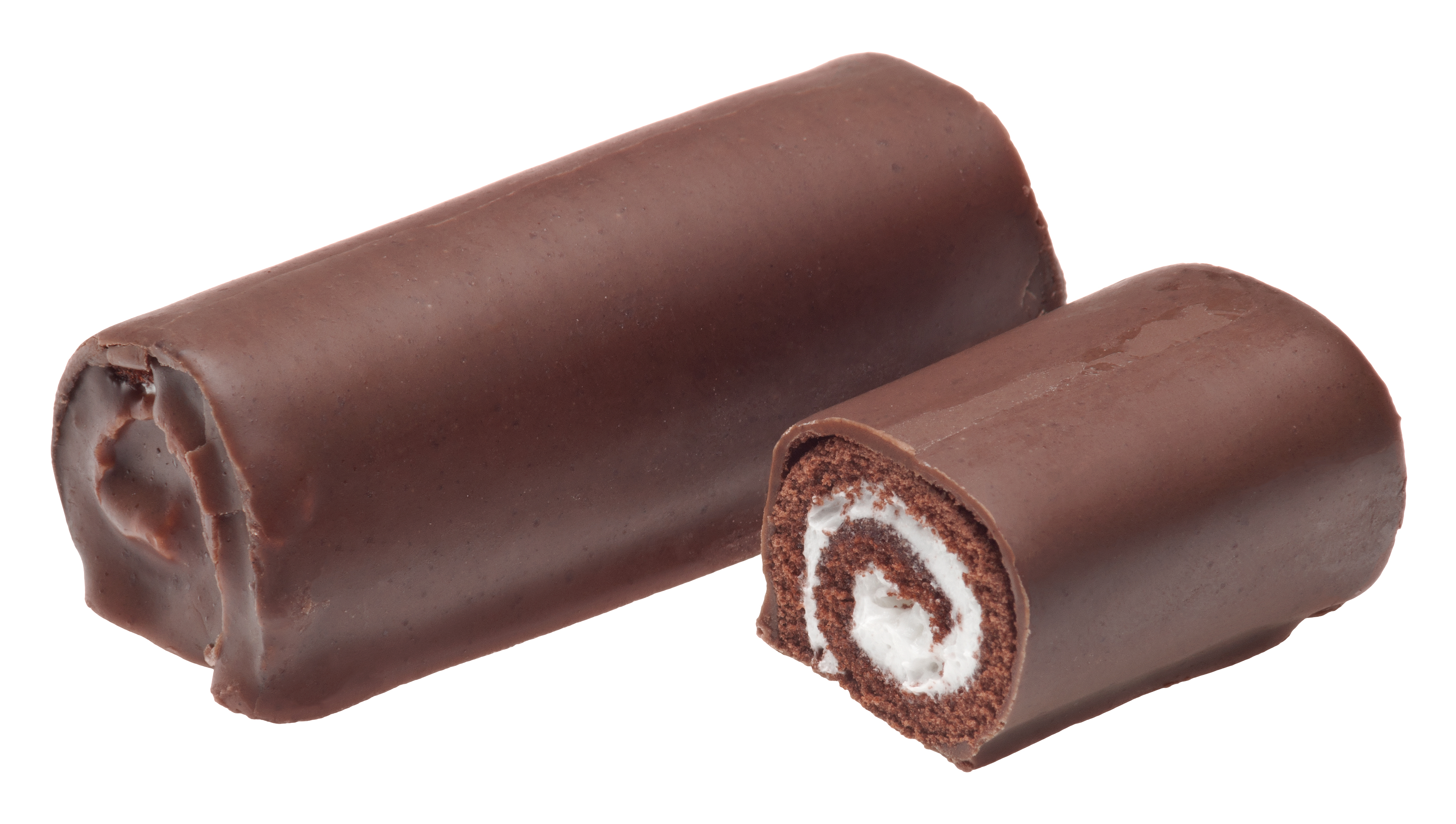
맥키 푸드가 만든 스위스 케이크 롤 (미니 롤이라고도 불린다)

미국 페이스트리 셰프들과 고급 레스토랑의 메뉴에서는 종종 프랑스어 용어 룰라드(roulade)를 사용한다. 초콜릿 스위스 롤은 때때로 "초콜릿 로그"라고도 불리며 인기 있는 케이크 또는 디저트이다. 많은 상업 제과점에서 생산되며, 일반적인 브랜드로는 호 호스와 요델스가 있으며, 이들은 개별 소비를 위한 작은 롤이다. 속이 아이스크림일 경우에는 일반적으로 "아이스크림 케이크 롤"이라고 불리며, 이는 다양할 수 있지만 주로 초콜릿 케이크에 바닐라 아이스크림으로 구성된다.

## 같이 보기
- 겹 케이크
- 스펀지 케이크
- 카스텔라
- 볼루 지 홀루